# Dennis Scholl
Dennis Scholl (* 9. Dezember 1980 in Hünfeld) ist ein deutscher Künstler. Er lebt und arbeitet in Berlin.

## Biografie
Dennis Scholl wuchs in der Nähe von Fulda auf. Nach dem Abitur an der Wigbertschule in Hünfeld studierte er von 2002 bis 2007 an der Hochschule für bildende Künste Hamburg bei Franz Erhard Walther, Andreas Slominski und Michael Diers.
Bereits 2005 wurde Kurator Christoph Heinrich auf den damaligen Studenten aufmerksam. Es folgten mehrere Gruppenausstellungen in der Hamburger Kunsthalle, sowie die Teilnahme Scholls an der Busan Biennale in Südkorea 2010. Heute werden seine Arbeiten national und international in Gruppen- und Einzelausstellungen in Museen, Galerien, Kunstvereinen und Kunstmessen gezeigt. Außerdem sind seine Bilder weltweit in privaten und öffentlichen Sammlungen vertreten. Eine Zeichnung des Künstlers zierte das Titelblatt der 16. Ausgabe des Magazins Dummy. Im Sommer 2018 arbeitete Scholl mit dem Kunstverein Amrum zusammen.
Er wird seit 2014 von der Galerie Michael Haas in Berlin und seit 2017 von Galerie Albertz Benda in New York City vertreten.

## Künstlerische Arbeit
In seinen Schwarz-Weiß-Zeichnungen zeigt sich Scholl als Baumeister von Erzählungen, deren Fragmente er sorgfältig auswählt und collagenhaft zusammensetzt. Gesichter, Körper, Pflanzen und andere organische Elemente, Strukturen und Stoffe sind stark verdichtet angeordnet. Durch das Spiel mit Schärfe und Unschärfe gewinnt das Bild zusätzlich an Spannung. Im Mittelpunkt steht immer die menschliche Gestalt. Scholls Protagonisten nehmen in einigen Zeichnungen Bezug auf literaturgeschichtliche oder philosophische Figuren, öfter finden sich Themen, Symbole, Figuren aus christlicher Ikonografie oder der kirchlichen Bildtradition. Außerdem steht Scholls Kunst in Bezug zu historischen Vorbildern. Dabei ist der Barock als Epoche ebenso wichtig wie der Psychoanalytiker Jacques Lacan, der Philosoph Georges Bataille und der Lyriker Rainer Maria Rilke. Einflussreich sind auch Künstler wie Hendrick Goltzius, Alberto Savinio und André Masson sowie die beiden Ziehsöhne Rilkes, der Zeichner Pierre Kłossowski und der Maler Balthasar Kłossowski de Rola, genannt Balthus.
In den vergangenen Jahren seiner künstlerischen Tätigkeit hat sich Scholls Kunst kontinuierlich verändert. Die Welt, in der sich die Figuren bewegen entwickelte sich von Bild zu Bild weiter und wurde mit jedem Mal komplexer. Das Bildformat wurde über die Jahre immer größer, bis auch die Protagonisten selbst lebensgroß waren.
2015 führte der Künstler Farbe in seine Arbeiten ein, und tastete sich langsam von Rötelzeichnungen über Pastellkreiden zum Buntstift. Dies fügte seinen Arbeiten nochmals eine neue Dimension hinzu. Erwecken die Bleistiftzeichnungen den Anschein von Schwarz-Weiß-Fotografien von Ölgemälden, weisen die Buntstift-Arbeiten eine viel deutlichere zeichnerische Qualität auf.
Einen neuen Abschnitt in seinem künstlerischen Schaffen leitete Scholl 2017 ein. Nach beinahe 15 Jahren, in denen der Künstler ausschließlich mit dem Blei- beziehungsweise später mit dem Buntstift arbeitete, arbeitet er seither auch in Öl auf Leinwand.

## Einzelausstellungen
- 2024: A Report on Hidden Kindness, M+B Los Angeles
- 2024: Neue Wunden oder vom Beginn der Unmittelbarkeit, Kunstverein Göttingen
- 2022: The Song of Inclination, DSC Gallery, Prag
- 2022: Das Reine, das Leichte und andere Erzählungen, Museum Modern Art Hünfeld
- 2021: Der Buchstabe und die Organe des Gebens, Bark Berlin Gallery, Berlin
- 2021: Le Jardin Jaune, (in: From Arcadia to Dystopia, curated by Jane Neil) DSC Gallery, Prag
- 2019: Gefährdende Spiele, Galerie Michael Haas, Berlin
- 2019: Was die findigen Tiere merken, Konrad-Adenauer-Stiftung, Berlin
- 2017: The Book of Impure Intentions, Albertz Benda, New York
- 2015: Die Formen der Gefäße, Galerie Michael Haas, Berlin
- 2013: Les non-dupes errent, Aeroplastics Contemporary, Brüssel
- 2010: Schmelzende Teilnehmung, Galerie Arndt, Berlin
- 2008: Der Hof Meines Kranken, Galerie Andreas Grimm, München
- 2008: Frühe Erzählungen, Institut für moderne Kunst, Nürnberg
- 2007: Für immer Faltung im Zimmer der Tränen, Arndt & Partner, Berlin
- 2006: Sinthom, Galerie Grimm/Rosenfeld, New York
- 2004: Fehlgeschlagene Objektbesetzung, Blaue Kugel, Hamburg

## Gruppenausstellungen
- 2024    That’s What’s Up!, Trotoar Gallery, Zagreb
- 2024   Vitalis Violentia, PODIUM, Hong Kong
- 2024  KINKY – Malerei im Saft, Museum Reinickendorf, Berlin
- 2024  Threats of Continuity: What Lies Behind, Migrant Bird Space, Berlin
- 2024   On Flowers, Schaufenster Berlin
- 2024  WeltenWandeln, Kunstverein Göttingen
- 2024  Hoi Köln 3, Alptraum Malerei, Kölnischer Kunstverein
- 2023  The Logic of Error, Migrant Bird Space, Berlin
- 2023  Hoi Köln 1, Begrüßung des Raumes, Kölnischer Kunstverein
- 2023   Polyreality, Hive Center for Contemporary Art, Beijing
- 2023  Les Enchantées, HAUNT Berlin
- 2021: The Eyes Of The Night Creatures, Delphian Gallery, London
- 2021: Universes 4 by Sasha Bogojev, Galerie Droste, Paris
- 2021: German Painting Now, Telegraph Gallery, Olomouc
- 2021: Days of Heartbreak, Pony Royal, Berlin
- 2021: A Rolling Stone Gathers No Moss, Bark Berlin Gallery, Berlin
- 2021: Figuratively Speaking, O54, Berlin
- 2020: Fragmented Bodies, Albertz Benda, New York City
- 2019: Drawing Wow, Berlin con mucho arte (BcmA), Berlin
- 2019: Kopf an Kopf, Kunsthalle der Sparkassenstiftung, Lüneburg
- 2018: doing identity. Die Sammlung Reydan Weiss, Kunstmuseum Bochum
- 2018: Painting still Alive, Center of Contemporary Art, Toruń
- 2017: Body Electric, Galerie Sandra Buergel, Berlin
- 2016: Sternstunde, Galerie Michael Haas, Berlin
- 2016: Mir ist das Leben lieber, Sammlung Reydan Weiss, Weserburg Museum für moderne Kunst, Bremen
- 2016: Speed, Helmholtz Zentrum Berlin, Berlin
- 2016: like.ness, Albertz Benda, New York City
- 2015: Silent Service, Galerie Genscher Park, Hamburg
- 2015: The Nude in the XX & XXI Century, Sothebys S2, London
- 2015: Ngorongoro, Artist Weekend, Berlin
- 2014: L’Avventura – Die mit der Liebe spielen, Palazzo Guaineri delle Cossere, Brescia
- 2014: The Thoughts of Artists, Galerie Miro, Prag
- 2014: Full House, Aeroplastics Contemporary, Brüssel
- 2013: Between the Lines, All Visual Arts, London
- 2013: Berlin.Status (2), Künstlerhaus Bethanien, Berlin
- 2012: Peace Support Operation, Galerie Hermann Breker, Kassel
- 2012: Everywhere and Nowhere, Arbeiten aus der Sammlung Reydan Weiss, Villa Jauss, Oberstdorf
- 2012: Anschlüssel: London/Berlin, Centre for Recent Drawing, London
- 2011: Nadine Fraczkowski, Jonas Jensen, Dennis Scholl, Bernhard Knaus Fine Art, Frankfurt
- 2011: mémoires du futur – la collection Olbricht, La Maison Rouge, Paris
- 2011: Totholz, Loyal Gallery, Malmö
- 2010: Busan Biennale, Südkorea
- 2010: Täuschend echt – Illusion und Wirklichkeit in der Kunst, Bucerius Kunst Forum, Hamburg
- 2010: Lebenslust & Totentanz, Kunsthalle Krems
- 2009: MAN SON 1969 – Vom Schrecken der Situation, Kunsthalle, Hamburg
- 2009: Strahl Dich Aus, Galerie Samuelis Baumgarte, Bielefeld
- 2009: The Hawaiian Collection (Dennis Scholl und Jörn Stahlschmidt), Hafen und Rand, Hamburg
- 2008: Sie nennen es Hamburg, Kunstverein Hamburg
- 2007: Weltempfänger, Kunsthalle Hamburg
- 2007: Freunde für immer, Bonner Kunstverein, Bonn
- 2006: Full House, Kunsthalle Mannheim
- 2006: Alles im Fluss, Altonaer Museum, Hamburg
- 2005: Geschichtenerzähler, Kunsthalle Hamburg

## Werke in Sammlungen
- Hamburger Kunsthalle
- me Collectors Room Berlin
- Burger Collection Hongkong

## Stipendien und Auszeichnungen
- 2010: EHF-Stipendium, Konrad-Adenauer-Stiftung
- 2007–2009: Hans-Günther-Baass-Atelierstipendium
- 2008: Herbert Zapp Preis

## Kuratorische Projekte
- 2013: Méduse & Cie, Figge von Rosen, Berlin
- 2010: Tyche & Automaton, Infernoesque, Berlin